# Brentano's
 (janvier 2018).
Si vous disposez d'ouvrages ou d'articles de référence ou si vous connaissez des sites web de qualité traitant du thème abordé ici, merci de compléter l'article en donnant les références utiles à sa vérifiabilité et en les liant à la section « Notes et références ».
Pour les articles homonymes, voir Brentano.
 (janvier 2021).

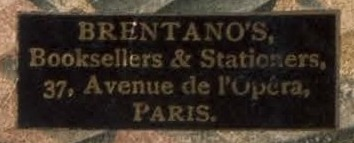
Brentano's, 1915

Brentano’s est une librairie parisienne, située dans le 2e arrondissement, au 37, avenue de l’Opéra. Fondée en 1895, elle est, avec Galignani une des plus anciennes libraires anglophones de Paris.

## Histoire
L’histoire de Brentano’s commence à New York en 1853, lorsqu’un jeune immigré autrichien, August Brentano, ouvre un kiosque à journaux face à un grand hôtel de Broadway. S’apercevant que certains clients de l’hôtel parient avidement sur les courses hippiques en Grande-Bretagne, August Brentano se met à importer des journaux britanniques. Il ouvre une première librairie en 1860, puis s’installe en 1870 à Union Square, où il attire une clientèle de notables à l’affût de livres et de périodiques introuvables ailleurs. Il est alors rejoint par plusieurs membres de sa famille, dont un neveu, Arthur Brentano, qui fonde la librairie parisienne en 1895. De nouvelles branches sont créées aux États-Unis jusqu’à ce que, atteinte par la Grande Dépression, l’affaire sombre en 1933. Rachetée par un trust, la chaîne de librairies retrouve la prospérité en vendant des best-sellers.
En 1940, au tout début de l’Occupation, la librairie parisienne est réquisitionnée par la Wehrmacht, qui la transforme en atelier photographique au service de ses troupes. Lorsque le fils du fondateur, Arthur Brentano junior, revient en France après la Libération, il retrouve environ un tiers du stock de livres que le concierge de la librairie avait mis à l’abri. Une clientèle européenne, très friande de livres techniques en cette période d’après-guerre, fait redémarrer les affaires. La librairie se modernise et se diversifie, étoffe ses rayons de livres français et organise des événements culturels. Désormais indépendante, la maison mère ayant été rachetée par le groupe Borders aux États-Unis, elle était toujours fréquentée par les expatriés anglo-saxons ainsi que par une clientèle à la fois française et internationale[pas clair].
À la fin des années 1970, Brentano’s était la seule librairie parisienne où on pouvait acheter les premières revues américaines consacrées à la micro-informatique, Dr. Dobb’s Journal et Byte.
Le 12 juin 2009, à la suite d’un conflit de sept ans avec BNP Paribas, propriétaire des murs, la librairie est mise en liquidation judiciaire. Un accord a été trouvé et une librairie anglophone du même nom a ouvert en septembre 2010 après des travaux. Celle-ci vend également des articles de souvenirs.
En 2023, la librairie est à nouveau ouverte.